# 2017年苏格马袭击
苏格马袭击是印度共产党（毛主义）为抵抗印度准军事部队而于2017年4月24日发动的攻击。这是自2010年发生在邻近的丹德瓦達縣的类似事件以来最大的一起袭击事件。
该袭击发生于印度恰蒂斯加尔邦苏格马县。 300名毛派分子袭击了99名中央后备警察部队成员。 3名毛派分子和25名中央后备警察部队成员在交火中丧生。